# Le Bonheur à cinq sous
Le Bonheur à cinq sous est le titre d'une série de vingt-cinq nouvelles publiée par René Boylesve en 1917  et dont la première donne son titre à l'ouvrage.

## Résumé
Le Bonheur à cinq sous est une revue qui a commandé une nouvelle à un jeune auteur. Sa femme et lui viennent d'acquérir une maison à la campagne, qu'ils pensent propice à l'inspiration de l'écrivain. Le cadre et le voisinage se révèlent toutefois si agréables que l'ouvrage n'avance pas et qu'il faut recourir à des subterfuges pour expliquer le retard.
Les Deux Aveugles sont deux hommes, père et fils. Le père a perdu la vue après la guerre de 1870. Son fils, parti à la guerre en 1914, est blessé aux yeux et devient également aveugle. Lorsqu'il revient à la ferme familiale, son père, à qui on a caché la nature de ses blessures, ne comprend pas pourquoi son fils ne trouve pas sa main pour la lui serrer.
 « On peut lui dire... »  : après une rupture, une jeune femme semble éprouver une telle haine envers son ancien amant que son entourage pense pouvoir lui révéler qu'il vit désormais avec une femme de chambre. La violente réaction de la jeune femme, à cette nouvelle, est inattendue : prenant la défense de l'homme, elle révèle ainsi qu'elle l'aime encore.
Le P'tiot : dans les tranchées de la Première Guerre mondiale, un soldat raconte à ses camarades qu'au cours d'une permission, il a eu une aventure et que la jeune femme est enceinte ; il l'épousera, « pour le p'tiot ». Il meurt, fauché par une balle. Ses amis décident alors de le remplacer et tirent au sort celui qui épousera la jeune femme, « pour le p'tiot ».
 « Cherchez !... » : une jeune femme, voulant comprendre pourquoi un couple de ses amis l'évite, énumère innocemment devant eux les pires rumeurs qu'elle colporte sur leur compte, cherchant désespérément la broutille qui lui était initialement reprochée.
Un Rayon de soleil : le frère est tué au début de la guerre ; la mère meurt de chagrin ; le père, victime d'une attaque, est mourant. Louise reste seule pour s'occuper de ses jeunes sœurs. Pourtant, la lettre qu'elle envoie, comme marraine de guerre, réconforte tant son destinataire qu'il pense qu'elle provient « d'un endroit [...] dont le malheur se tient écarté ».
Le Coup d'Adrienne : Martine et sa mère ne décolèrent pas. Elles ont voulu aller voir le défilé militaire depuis le balcon de leur oncle absent, mais la bonne, Adrienne, a loué cette vue imprenable à des inconnus. Parmi eux, il y a cependant un homme très poli et très serviable qui sympathise immédiatement avec Martine, que sa mère désespérait de marier.
Un Miracle : Dupont, mutilé de guerre, vient de toucher les vingt francs de sa pension, un billet qui inquiète la religieuse de l'hôpital car elle craint l'emploi qui peut en être fait. En effet, elle apprend que ce billet a été laissé chez mademoiselle Irma, chez qui elle se précipite pour le récupérer : le billet calait un pied de la pendule.
Ce Monsieur, ou l'excès de zèle : toute une famille part en cure dans les Alpes. Édith, la fille, joue au tennis avec un excellent joueur, mais « ce Monsieur » a une réputation de Don Juan. La mère et la grand-mère font tant et si bien pour mettre Édith en garde qu'elles attirent son attention sur « ce Monsieur » et qu'à la longue, il lui devient moins indifférent.
L'Homme jeune est un capitaine en permission à Soissons. À vingt-deux ans, il a de nombreuses décorations, mais ses parents l'appellent encore « Bébé ». Lorsqu'il raconte, avec un mélange de gravité et de détachement, ses mois passés à Verdun, ils l'écoutent, ayant pourtant du mal à comprendre que cet « homme jeune » ait déjà tant vécu.
« Comme je ne te cache rien » : Isabelle raconte tout à son fiancé Albert, la rencontre avec son cousin Jean-Claude, la discussion avec un inconnu, sa demande en mariage par Turpin, et pour finir son absence de deux jours qu'elle a passés avec Jean-Claude avant qu'il ne reparte au front. Albert finit par regretter qu'Isabelle ne lui cache rien.
Les Pommes de terre : Madame Souriau a fui les bombardements de Reims pendant la Première Guerre mondiale pour se réfugier à Paris chez sa fille. Elle a perdu son mari, ses fils et sa petite-fille. Elle raconte ses malheurs mais elle avoue aussi qu'elle s'apprête à repartir chez elle pour s'occuper du carré de pommes de terre qu'elle a laissé dans son jardin.
« Ah ! Le beau chien ! » : un chien est recueilli dans une famille. La maîtresse de maison s'y oppose, puis se ravise. L'animal est alors traité comme un prince et la maîtresse de maison fait tout pour insinuer le doute dans l'esprit de sa fille et de son gendre, en les accusant mutuellement de manquer de cœur envers le chien : en serait-il de même entre eux ? 
Le Prisonnier : des enfants jouent à la guerre dans un jardin, y reconstituant une armée et un champ de bataille. L'un d'entre eux est désigné pour jouer le rôle d'ennemi. Bientôt capturé et ligoté, il est abandonné sous un hangar. Il faut que les adultes s'aperçoivent de son absence pour qu'après avoir questionné les autres enfants, muets, ils le retrouvent.
L'Obstacle : Pierron se rend peu à peu compte qu'il aime Laure, la femme de son meilleur ami Hubertin. Il l'avoue à la jeune femme en ajoutant que son amitié pour Hubertin l'empêche d'aller plus loin. Laure fait alors en sorte de brouiller les deux hommes, et c'est elle qui vient retrouver Pierron chez lui, l'obstacle levé.
« Ça me rappelle quelque chose » : un couple s'installe dans un cinéma. L'homme est un soldat français récemment amputé d'une jambe. Dans les films d'actualité de guerre, il reconnaît un village où il est passé, sa compagnie qui arpente un chemin détrempé, et c'est lui, à l'écran, qui marche. Il en rit mais sa compagne, elle, pleure sa jambe amputée.
 Amélie ou une humeur de guerre : Amélie est cuisinière à Paris mais se désole car son oncle et sa tante sont bloqués à Vouziers, occupée par les Allemands. Elle fait en sorte de les faire venir chez sa patronne, à Paris, mais ils la gênent. Elle suggère donc à sa patronne, qui a « des relations », de demander que l'armée française reprenne Vouziers.
Les Six Jours de permission de ce commandant, loin du front, sont peu reposants. Il reçoit et rend visite sur visite, et tout le monde lui parle de tout et de rien, à tort et à travers. Quand on lui demande s'il ne se sent pas seul dans les tranchées, il répond qu'il n'entend que le canon, qui « ne parle que des choses essentielles ».
Le Conseil de famille se réunit à l'annonce du suicide de l'oncle Jean, happé par un train après avoir été mis au ban de la famille quelques jours plus tôt. Suicide ou accident... Deux enfants, depuis le jardin, assistent de loin à cette réunion, mais quelque précaution qu'on prenne pour leur cacher la vérité, ils ont bien compris et l'expriment avec une cruauté naïve.
Le Permissionnaire ne sait comment occuper ses six journées loin du front. Le village de ses parents étant occupé, il décide d'aller à Paris, mais toutes les personnes qu'il rencontre semblent lui reprocher à demi-mot de n'avoir jamais été blessé. Dès la fin du second jour, il retourne près de ses camarades avec le secret espoir de « se faire casser la tête ».
Maternité : Une illettrée fait rédiger par les autres les lettres qu'elle adresse à son fils dans les tranchées. Toutefois, elle décide, à près de 80 ans, d'apprendre à écrire toute seule, dans son grenier. La première lettre qu'elle envoie, près d'un an plus tard, suscite la moquerie de son fils, qui se demande qui a pu écrire ce « gribouillage ».
Monsieur Quilibet est un pianiste de café-concert, où il prend plaisir, par amour inavoué pour une chanteuse, à mélanger « grande » et « petite » musique. Il donne des leçons de piano aux enfants d'une comtesse, qui le congédie quand elle entend ses filles jouer un air dans lequel son fils, soldat de passage, reconnaît une chanson paillarde.
Le Bouillon de poulet : pendant la Commune, dans Paris affamé, un homme garde dans sa cave un coq. Dénoncé comme Versaillais, il se cache et vend son coq à madame Vincent qui depuis longtemps rêve d'en faire un bouillon. L'odeur de cuisine attire chez elle le voisinage, venant quémander une tasse de bouillon, si bien qu'il ne lui en reste plus.
Leur Cœur: Planchut, blessé dans un hôpital militaire voue un amour non partagé à son infirmière qui lui consacre pourtant plus de temps qu'aux autres. La rumeur enflant, il est prématurément renvoyé au front, alors que l'infirmière doit quitter son poste. Quelques semaines plus tard, elle reçoit une lettre posthume de Planchut, mort au combat pour elle.
Le Prince Bel-Avenir et le chien Parlant : dans un royaume imaginaire, le prince fait le bonheur de la population par les récits féériques qu'il invente mais il est laid et contrefait. Son chien, doué de la parole, lui fait croire qu'il est devenu beau en buvant une eau miraculeuse. Le prince trouve alors le courage de demander en mariage la princesse qu'il aimait.

## Analyse de l'œuvre
Dans cet ouvrage, Boylesve alterne des scènes qui mettent en avant un trait de caractère ou une situation souvent cocasses, exercice de délassement pour l'auteur mais aussi volonté d'offrir à ses lecteurs des sujets « légers », avec des nouvelles plus graves inspirées par les premières années de la Première Guerre mondiale (l'ouvrage est dédicacé en juillet 1917). Dans les nouvelles de guerre, le champ de bataille n'est jamais décrit directement par Boylesve et les héros sont le plus souvent représentés hors de ce cadre (« Ça me rappelle quelque chose », Le Permissionnaire) quand le conflit n'est pas décrit au travers d'un jeu d'enfants (Le Prisonnier). Dans sa brièveté, Les Deux Aveugles est considérée comme la plus tragique et la plus réussie des nouvelles de cet ouvrage.
Dans Le Conseil de famille se retrouvent les lieux et certains des personnages rencontrés dans La Becquée, cette nouvelle étant inspirée à Boylesve par le suicide de son père. De le même manière, la maison au bord du Loiret du Bonheur à cinq sous (nouvelle) est une transposition de la maison au bord de la Vienne achetée par le grand-oncle et la grand-tante de René Boylesve.
Le sentiment patriotique apparaît nettement dans Le Prisonnier ou Amélie ou une humeur de guerre alors que dans Les Pommes de terre ou Le Rayon de soleil, c'est une forme de stoïcisme ou de fatalité devant l'épreuve qui est mise en avant.

## Éditions
- Le Bonheur à cinq sous, Calmann-Lévy, 1917, 334 p. (édition originale)
- Le Bonheur à cinq sous, Trédition classics, 2012, 168 p. (ISBN 978-3-8491-2918-7 et 3-8491-2918-7)

## Pour en savoir plus